# Gaetano Catanoso
Gaetano Catanoso (Chorio di San Lorenzo, 14 febbraio 1879 – Reggio Calabria, 4 aprile 1963) è stato parroco di Pentidattilo e della chiesa della Candelora di Reggio Calabria, dove realizzò un centro per la diffusione della vita eucaristica.
Chiamato "Confessore della Chiesa reggina", fu anche cappellano delle carceri e dell'ospedale, padre spirituale del seminario diocesano, canonico penitenziere della Cattedrale. Promosse e sostenne iniziative di sostentamento per le vocazioni ecclesiastiche e fondò la Congregazione delle Suore Veroniche del Volto Santo. Nel 1997 fu beatificato da papa Giovanni Paolo II e proclamato santo da papa Benedetto XVI il 23 ottobre 2005.
Nella storia della Chiesa reggina, fu il primo sacerdote diocesano ad essere beatificato. La memoria liturgica ricorre il 20 settembre. È patrono della città metropolitana di Reggio Calabria.

## Biografia

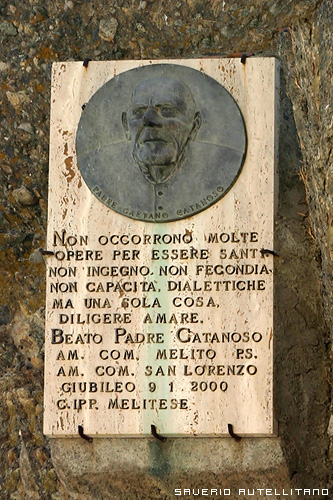
Targa commemorativa a San Gaetano Catanoso presso la piazzetta di Pentidattilo

Terzo di otto figli, a 10 anni entrò nel Seminario arcivescovile di Reggio Calabria ma, costretto per motivi di salute a ritorni temporanei in famiglia, all'età di 15 anni attirò l'attenzione improvvisandosi predicatore nella chiesa di Chorio, preludio alla sua futura missione sacerdotale.
Fu ordinato sacerdote il 20 settembre 1902 dal cardinale Gennaro Portanova, arcivescovo di Reggio Calabria. Fino al marzo del 1904, rimase al seminario come prefetto d'ordine, poi fu nominato parroco di Pentidattilo, piccolo paese isolato e povero dell'area grecanica dove condivise con i suoi fedeli una vita fatta di stenti e privazioni, in un contesto socioeconomico che favoriva l'emigrazione all'estero.
Fu promotore nella devozione al Volto Santo, del quale divenne missionario nel 1918 aderendo all'arciconfraternita di Tours in Francia che gli permise nel 1919 di erigere una "Confraternita del Volto Santo" nella sua parrocchia di Pentidattilo. Nel 1920 scrisse Il Volto Santo.
Pur essendo costretto ad esercitare in una piccola località, condivise l'amicizia e le opere sociali ed assistenziali di due futuri santi, Luigi Orione e Annibale Maria Di Francia, favorendone lo sviluppo anche in Calabria.
Nel 1921 fu nominato parroco nella chiesa di Santa Maria della Candelora o della Purificazione a Reggio Calabria, dove esercitò fino al 1940. Qui ebbe modo di ravvivare nei fedeli la devozione eucaristica e mariana, promosse l'istruzione catechistica ed una "crociata" contro la bestemmia; indisse missioni per i fedeli sia in quaresima che nel mese di maggio, coordinando le cosiddette "Squadre Volanti" di sacerdoti, disposti ad aiutare i parroci per le confessioni e per le predicazioni.
Nel 1930 divenne canonico del capitolo della Cattedrale, dove fondò nel 1934 la congregazione delle Suore Veroniche del Volto Santo, con lo scopo di erigere asili e scuole di formazione catechistica in posti lontani e disagiati.
Nel 1935 vi fu la vestizione delle prime suore e l'apertura della prima casa a Riparo, nella periferia di Reggio Calabria; quindi nel 1956, stese le costituzioni, iniziò la costruzione della Casa Madre che ebbe l'approvazione il 25 marzo 1958 con l'Istituzione delle Suore Veroniche.
Giunto a sessant'anni, si dedicò alle confessioni, diventando "il confessore della Chiesa reggina" e direttore spirituale di vari istituti religiosi, pur continuando a guidare spiritualmente le suore.
Alle suore diceva:
E sempre parlando delle suore diceva:

## Il processo di canonizzazione ed il culto
La Chiesa di Reggio Calabria e le Suore Veroniche ne richiesero la beatificazione. Fu proclamato venerabile il 3 aprile 1990 e beato il 4 maggio 1997, in Piazza San Pietro, da papa Giovanni Paolo II. Fu canonizzato il 23 ottobre 2005 in Piazza San Pietro nella prima cerimonia di canonizzazione di papa Benedetto XVI.
Diceva in una sua lettera pastorale in preparazione alla beatificazione di padre Catanoso, l'arcivescovo di Reggio Calabria-Bova Vittorio Mondello:
(Vittorio Mondello)
Il santo viene festeggiato anche a Gioia Tauro, il 20 settembre di ogni anno, con la novena che si svolge a partire dall’11 settembre.
Il 20 settembre,dopo la messa pomeridiana, la statua del santo viene portata in processione per le vie della città.
Il rientro in chiesa è accompagnato dai fuochi d’artificio. La sera in piazza si tiene un concerto a cura del comitato feste e a seguire,chiuderanno la serata i fuochi pirotecnici.
La parrocchia e le vie adiacenti sono illuminate a festa dalle grandiose luminarie.